# Cornucopina novissima
Cornucopina novissima är en mossdjursart som beskrevs av Hayward 1981. Cornucopina novissima ingår i släktet Cornucopina och familjen Bugulidae. Inga underarter finns listade i Catalogue of Life.